# サーチナ (ポータルサイト)
株式会社サーチナ（Searchina）は、かつて存在した、主に中華人民共和国に関連した事業を行っていた日本の企業。名称は、サーチ (search) とチャイナ (China) からの造語。中国では社名を発音から漢字転写した「新秦」の名で知られる。法人としては消滅したが、2022年8月末までポータルサイトとしての「サーチナ」は存続した。

## 概要
在日中国人の端木正和（通名）が1998年6月4日に開設したポータルサイト「中国情報局」が前身。株式会社サーチナの設立は、1999年9月1日。サイト開設10周年の2008年7月、サイト名も旧称の「中国情報局」から会社名同様の「サーチナ」に変更された。中国新聞社とニュース配信契約を結んでいる。中国経済、中国株情報の配信をはじめ、日本最大の中国情報サイトとして知られる。
2010年2月10日、SBIホールディングスがサーチナ全株式の7割弱を保持していた創業者の端木などから全株式の75.7%を取得。従来より4.9%の株を保持していた子会社のモーニングスターと合わせて議決権割合で80.6%とし子会社化。SBIグループとなる。これによりSBI側から計4人の取締役が派遣された。
2011年6月、端木が引退し常務取締役の有田直矢が新社長に就任。
2012年2月、代表取締役・朝倉智也が新社長に就任、有田は子会社である新秦商務咨詢(上海)有限公司（上海サーチナ）の代表として上海事業に注力する。
2012年7月、商号をSBIサーチナ株式会社に変更。
2014年9月、モーニングスターにより吸収合併され法人としては消滅したが、ポータルサイトとしてのサーチナはモーニングスターにより引き続き運営されていた。2022年9月1日、サーチナのコンテンツは株式新聞Webから配信されることとなりサイトは株式新聞へのリダイレクトとなった。

## 沿革
- 1998年6月 - 前身の「中国情報局」開設。
- 1999年9月 - 株式会社サーチナ設立。
- 2001年9月 - 中国版会社情報「中国企業情報」出版（2007年版で終了、出版事業から撤退）。
- 2002年9月 - 「新秦商務咨詢（上海）有限公司」設立（上海）
- 2004年4月 - Yahoo!ニュースで配信スタート。
- 2004年11月 - Yahoo!ファイナンスで中国株配信を開始。
- 2005年9月 - 経済産業省の公募案件『中国企業の与信管理FS調査』を受注。
- 2006年2月 - 「中国市場での企業ブランド戦略」定期刊行スタート。
- 2007年4月 - 上海万博マスコットデザインの日本公募を担当。
- 2008年8月 - 中国網と提携。北京オリンピック日本語公認サイトを開設。
- 2009年4月 - ダウ・ジョーンズ・ジャパンと提携[9]。
- 2010年2月 - SBIホールディングスの傘下入りする[3]。
- 2011年3月 - 東日本大震災の翌週に、中国人ユーザー5515名と合わせて義援金630万円を寄付[10]。銀座4丁目交差点に震災支援の中国語映像放映[11]。
- 2012年7月 - SBIサーチナ株式会社に商号変更。
- 2012年10月 - モーニングスターが親会社となる[12]
- 2014年2月 - 新秦商務咨詢（上海）有限公司の全株式を譲渡。
- 2014年9月 - モーニングスターが吸収合併し、解散[13]。
- 2015年9月 - ヤフーニュースから提携契約を解除される[14]。

## 事業内容
ファイナンス事業
香港、上海、深圳市場の株価、市況、銘柄動向、株式ランキングなどの中国株コンテンツや関連業務システムを国内証券会社や大手ポータルサイトにASPとして提供。中国版会社情報『中国企業情報』の出版など（出版事業からは撤退）。現在、日本株や外国為替証拠金取引 (FX)、差金決済取引 (CFD)、新興国情報も取り扱う。
メディア事業
ポータルサイト「サーチナ」（旧・中国情報局、2008年7月に改称）の運営。政治、経済、社会、IT、金融、地域など多岐にわたる中国関連情報や、日本株、新興国市場、アジアなどに関する情報を配信。日本の出版社から、サーチナ総合研究所著として多数の中国関連の書籍を出版している（例：『知らないではすまない中国の大問題』 アスキー新書 162 ISBN 978-4048688659）。

## 論調
サーチナ側は政治的スタンスについて、あくまでも「中立」であり中国政府機関との資本的関係はないと主張しており、自社サイトにおいても「日本の一企業として、日本の法令に遵守するのはもちろん、当社の中国に対する立場も、日本政府の立場と同一のものを堅持いたします」と言明している。
創業以来2008年前半までは、同社の主要ニュースソースは中国国営通信社の中国新聞社であり、独自の取材網を持つわけではなかったため、中国政府の見解が記事に反映されていた。
2008年後半以後、現地通信社の翻訳記事が減少し、中国や各国の対日観、日本・中国・韓国の検索エンジンで検索回数の多いワードを紹介する記事、人気サイトの動向を紹介するミドルメディア的な記事が目立つようになり、同社の事業概要ページにも2009年からミドルメディア展開による媒体力の強化を今後も推し進める旨の発表がなされた。
2010年現在は、サイトのニュースカテゴリにも「ミドルメディア」と題された各国のブログ記事を引用/翻訳した記事や、YouTubeの話題動画を紹介するカテゴリが設けられている。
サーチナが独自で展開している中国のオンライン市場、国内動向について定期的に自社調査を行い、レポートを発信している。最近では中国だけでなく、韓国・北朝鮮などの情報も配信し、新興国のニュースも配信するようになっている。
経済・ビジネス情報も豊富で、Yahoo!ファイナンスへの記事配信も行っている。以前は中国株ニュースだけであったが、現在では日本株、FX・為替に関するニュースも配信する。
2015年9月3日、「嫌韓や嫌中の（差別的な）ニュースが増えている」ことを問題視され、Yahoo!ニュースから提携契約を解除された。
一橋大学社会科学高等研究院グローバル・ガバナンス研究センターの分析では、サーチナは中国経済・文化に好意的な内容の報道には積極的だが、中国共産党に不利な内容の報道には消極的であることが示されている。